# 末岡志保美
末岡 志保美（すえおか しほみ、1991年11月26日 - ）は、日本の居合道家。東京都中野区出身。

## 人物
三姉妹の末っ子として生まれる。物心がついた頃から声を使った仕事に憧れを持ち、声優やナレーター業を目指す。
2015年新陰流協会に入門するまでは武道の未経験者であったが、稽古に取り組む中でしだいに武道の魅力や意義を強く感じるようになると、師範に個人稽古を依頼。毎日長時間に渡る稽古を重ね、2017年秋に同協会準師範に任命される。（『女子の居合道プログラム』）
現在は演武会にて技を実演する他、カルチャーセンターにて入門講座の講師も務めるなど、武道の普及に力を注いでいる。

## 経歴
2015（平成27）年　
- 新陰流協会入門

2016（平成28）年　
- 東京ビッグサイトにて開催のスポーツイベント・SPORTECにおける「武道マスターズLIVE」にて演武を披露（以降2018年まで連続出場）
- 新陰流居合道三段・新陰流剣術大転 取得

2017（平成29）年　
- 新陰流準師範に任命され、よみうりカルチャー自由が丘にて入門講座の講師を務める

2018（平成30）年　
- よみうりカルチャー恵比寿にて入門講座の講師を務める
- 女性向け護身術セミナー講師（於・東京芸術劇場）
- 書籍『女子の居合道プログラム』において表紙実演モデル

## 出演

### テレビ番組
- 『大学生活図鑑』（BS日本テレビ）
- 『その他の人に会ってみた』（TBS）

### 雑誌
- 『Woman’s SHAPE&Sports』Vol.15（フィットスポーツ）

### 書籍
- 『女子の居合道プログラム』（体育とスポーツ出版社）